# Мацуэ (княжество)

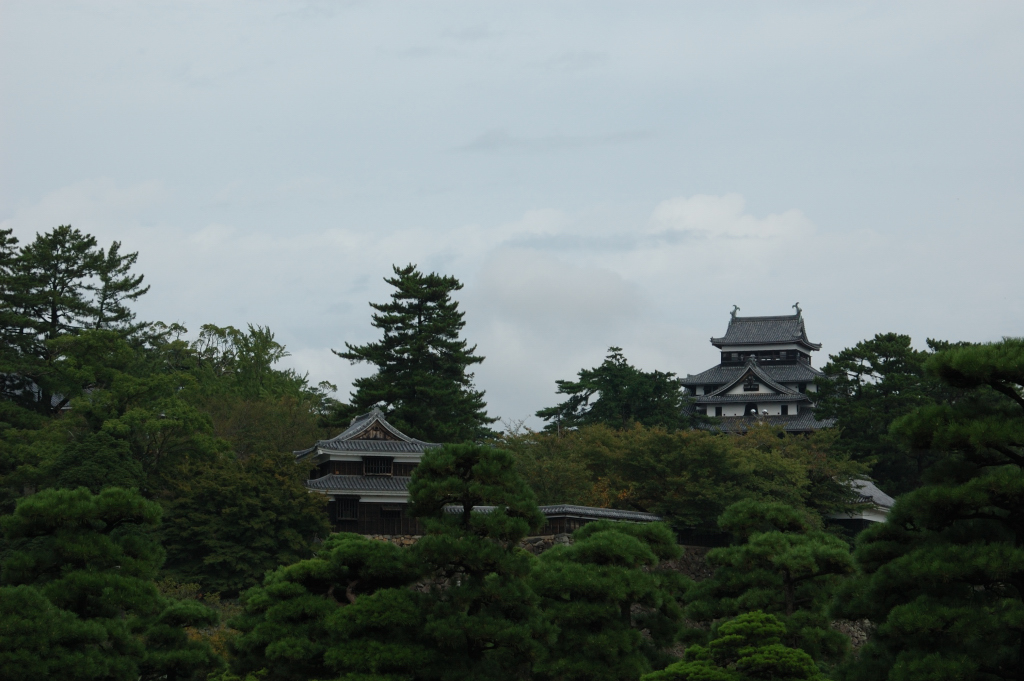
Замок Мацуэ

Княжество Мацуэ (яп. 松江藩 Мацуэ-хан) — феодальное княжество (хан) в Японии периода Эдо (1600—1871), в провинции Идзумо региона Санъиндо на острове Хонсю (современная префектура Симане).

## Краткая история
Административный центр княжества: замок Мацуэ (современный город Мацуэ, префектура Симане)
Доход хана:
- 1600 — 1633 годы — 240 000 коку риса
- 1634 — 1637 годы — 240 000 коку
- 1638 — 1871 годы — 186 000 коку риса

Княжество Мацуэ было образовано в 1600 году. Первым правителем хана стал Хорио Ёсихару (1543—1611), бывший владелец домена Хамамацу-хана (провинция Тотоми). В 1604 году он уступил власть в хане своему сыну Хорио Тадаудзи (1578—1604), который в том же году скончался. Третьим правителем Мацуэ-хана стал Хорио Тадахару (1599—1633), правивший в 1604—1633 годах и не оставивший после себя наследников.
В 1634 году Мацуэ-хан в провинции Идзуми с доход 240 000 коку был передан Кёгоку Тадатака (1593—1637), ранее правившему в домене Обама-хан (провинция Вакаса).
В 1638 году княжество Мацуэ получил во владение Мацудайра Наомаса (1601—1666), третий сын Юки Хидэясу и бывший правитель Оно-хана (провинция Этидзэн). Его потомки управляли Мацуэ-хана вплоть до 1871 года.
Мацуэ-хан был ликвидирован в 1871 году. Территория княжества вошла в состав префектуры Симане.

## Правители княжества
- Род Хорио, 1600—1633 (тодзама-даймё)

| № | Имя            | Имя       | Годы правления | Годы жизни  | Примечания                |
| - | -------------- | --------- | -------------- | ----------- | ------------------------- |
| 1 | Хорио Ёсихару  | 堀尾 吉晴 | 1600 — 1604    | 1542 — 1611 | Старший сын Хорио Ясухару |
| 2 | Хорио Тадаудзи | 堀尾 忠氏 | 1604           | 1578 — 1604 | Второй сын Хорио Ёсихару  |
| 3 | Хорио Тадахару | 堀尾 忠晴 | 1604 — 1633    | 1599 — 1633 | Сын Хорио Тадаудзи        |

- Род Кёгоку, 1634—1637 (фудай-даймё)

| № | Имя             | Имя       | Годы правления | Годы жизни  | Примечания                                    |
| - | --------------- | --------- | -------------- | ----------- | --------------------------------------------- |
| 1 | Кёгоку Тадатака | 本多 忠政 | 1634 — 1637    | 1593 — 1637 | Старший сын Кёгоку Тадацугу, даймё Обама-хана |

- Род Мацудайра (ветвь Этидзэн), 1638—1871 (симпан-даймё)

| №  | Имя                 | Имя       | Годы правления | Годы жизни  | Примечания                                                              |
| -- | ------------------- | --------- | -------------- | ----------- | ----------------------------------------------------------------------- |
| 1  | Мацудайра Наомаса   | 松平直政  | 1638 — 1666    | 1601 — 1666 | Третий сын Юки Хидэясу                                                  |
| 2  | Мацудайра Цунатака  | 松平綱隆  | 1666 — 1675    | 1631 — 1675 | Старший сын и преемник Мацудайры Наомасы                                |
| 3  | Мацудайра Цунатика  | 松平綱近  | 1675 — 1704    | 1659 — 1709 | Четвертый сын Мацудайры Цунатаки                                        |
| 4  | Мацудайра Ёсито     | 松平吉透  | 1704 — 1705    | 1668 — 1705 | Пятый сын Мацудайры Цунатаки                                            |
| 5  | Мацудайра Нобудзуми | 松平宣維  | 1705 — 1731    | 1698 — 1731 | Второй сын и преемник Мацудайры Ёсито                                   |
| 6  | Мацудайра Мунэнобу  | 松平宗衍  | 1731 — 1767    | 1729 — 1782 | Сын Мацудайры Нобудзуми                                                 |
| 7  | Мацудайра Харусато  | 松平 治郷 | 1767 — 1806    | 1757 — 1818 | Второй сын и преемник Мацудайры Мунэнобу                                |
| 8  | Мацудайра Нарицунэ  | 松平斉恒  | 1806 — 1822    | 1791 — 1822 | Старший сын Мацудайры Харусато                                          |
| 9  | Мацудайра Наритоки  | 松平斉斎  | 1822 — 1853    | 1815 — 1863 | Старший сын и преемник 8-го даймё Мацудайры Нарицунэ                    |
| 10 | Мацудайра Садаясу   | 松平 定安 | 1853 — 1871    | 1835 — 1882 | Седьмой сын Мацудайры Наритаки, усыновлён 9-м даймё Мацурайрой Наритоки |